# Gouvernement Kamoun I
Ve République
Gouvernement Nzapayeké Gouvernement Kamoun II
Le gouvernement Kamoun 1 est le gouvernement de la République centrafricaine du 22 août 2014 au 16 janvier 2015. Il s’agit du deuxième gouvernement nommé par la présidente de transition Catherine Samba-Panza.

## Composition
Le gouvernement de transition Kamoun est composé du Premier ministre, de 2 ministres d’État, 27 ministres et 2 ministres délégués.

### Premier ministre
- Premier ministre : Mahamat Kamoun

### Ministres d’État
- 1. Ministre d’État chargé des travaux publics de l’équipement et de l’aménagement du territoire : Marie-Noëlle Koyara
- 2. Ministre d’État chargé de la défense nationale, de la restructuration des armées, des anciens combattants et victimes de guerre : Aristide Sokambi.

### Ministres
- 3. Ministre des transports et de l’aviation civile : Arnaud Djoubane Abazene.
- 4. Ministre des affaires étrangères de l’intégration africaine et de la francophonie: Toussaint Kongo-Doudou.
- 5. Ministre des postes des télécommunications chargé des nouvelles technologies : Assane Abdallah Kadré.
- 6. Ministre de la justice garde des sceaux chargé de la réforme judiciaire et des Droits de l’Homme : Gabriel Faustin Ngbodou.
- 7. Ministre de l’économie du plan et de la coopération internationale : Florence Limbio.
- 8. Ministre des finances et du budget : Bonandélé Koumba.
- 9. Ministre des eaux, forêts, chasses et pêches : Isabelle Gaudeuille.
- 10. Ministre de la Fonction publique : Éloi Anguimaté.
- 11. Ministre de la sécurité publique de l’émigration, immigration : Général de brigade Thierry-Marie Métinkoé.
- 12. Ministre de l’administration du territoire de la décentralisation et régionalisation : Bachir Modibo Walidou.
- 13. Ministre de la santé et de la population : Margueritte Samba Maliavo.
- 14. Ministre de l’éducation nationale et de l’enseignement technique : Gisèle Bedan.
- 15. Ministre de l’enseignement supérieur et de la recherche scientifique : Bernard Simiti.
- 16. Ministre du commerce, de l’industrie et des petites et moyennes entreprises : Gertrude Zouta.
- 17. Ministre de la Communication : Victor Waké.
- 18. Ministre chargé du développement du monde rural : David Banzoukou.
- 19. Ministre du travail, de la Sécurité sociale et de l’emploi : Gaston Mackouzangba.
- 20. Ministre des mines et de la géologie : Joseph Agbo.
- 21. Ministre de l’énergie et de l’hydraulique : Jacques-Médard Mboliaédas.
- 22. Ministre de la réconciliation, dialogue politique et de la promotion de la culture civique : Jeannette Déthoua.
- 23. Ministre de l’urbanisme et des édifices publics : Jacques Ndémanga.
- 24. Ministre de l’habitat et du logement : Gilbert Kongrengbo.
- 25. Ministre des affaires sociales et de l’action humanitaire : Eugénie Yarafa.
- 26. Ministre de l’environnement, de l’écologie et du développement durable : Robert Namsénéï
- 27. Ministre chargé du secrétariat du gouvernement des relations avec les institutions : Marc Mokopété.
- 28. Ministre du tourisme des arts de la culture et de l’artisanat : Romaric Vomitiadé.
- 29. Ministre de la jeunesse et des sports : Armel Ningatoloum Sayo.

### Ministres délégués
- 30. Ministre délégué aux finances et au budget : Jacob Désiré Ngaya.
- 31. Ministre délégué à l’élevage : Mahamat Tahîb Yakoub.